# Priesendorf
Priesendorf è un comune tedesco di 1 549 abitanti, situato nel land della Baviera.